# Marguerite de Sassenage
Marguerite de Sassenage, död 1471, var en fransk mätress. Hon var mätress till Ludvig XI av Frankrike, med vilken hon fick tre döttrar.